# 琳达·蒂拉多
琳达·蒂拉多（英語：Linda Tirado）是一名美国作家、摄影师。曾为《卫报》、《每日野兽》及其他一些在线媒体撰写文章。2014年，她被英国广播公司的百名女性栏目（BBC's 100 Women）收录
2020年5月，她在明尼阿波利斯报道乔治·弗洛伊德之死的抗议活动时，被警方的橡皮子弹/标记球击中，导致左眼永久失明。